# Riatia chrysoptera
Riatia chrysoptera är en kackerlacksart som först beskrevs av Robert Walter Campbell Shelford 1906.  Riatia chrysoptera ingår i släktet Riatia och familjen småkackerlackor. Inga underarter finns listade i Catalogue of Life.